# David Foster
David Walter Foster (Victoria, 1° de novembro de 1949) é um músico, produtor musical, compositor e arranjador canadense. Foi, ao longo de sua próspera carreira, produtor de inúmeros astros consagrados na música mundial a exemplos não-únicos de Shania Twain, Deborah Blando,  Bryan Adams, Céline Dion, Laura Pausini, Andrea Bocelli, Mariah Carey, Whitney Houston, Toni Braxton, Barbra Streisand, Beyoncé, Madonna, Bee Gees, Rod Stewart, Seal, Michael Bolton, Michael Jackson, Kenny Loggins, rian McKnight, Peter Cetera, Donna Summer, Cheryl Lynn, Earth, Wind & Fire, Michael Bublé e Jackie Evancho,Seiko Matsuda.
Vencedor de 16 Grammys e detentor de 47 indicações ao prêmio, David é também o atual presidente da Verve Music Group; e um dos maiores nomes da indústria musical.
David já produziu os melhores álbuns já feitos, a exemplos do "Falling into You" da canadense Céline Dion bem como o retorno de Shania Twain ao cenário musical com "Today is Your Day" e"Unicamente" da Deborah Blando. Em 2008, lançou o DVD (Hitman David foster and friends, e em 2011 o Dvd Hitman returns, com participações dos grandes nomes da musica internacional, pelos quais produziu.

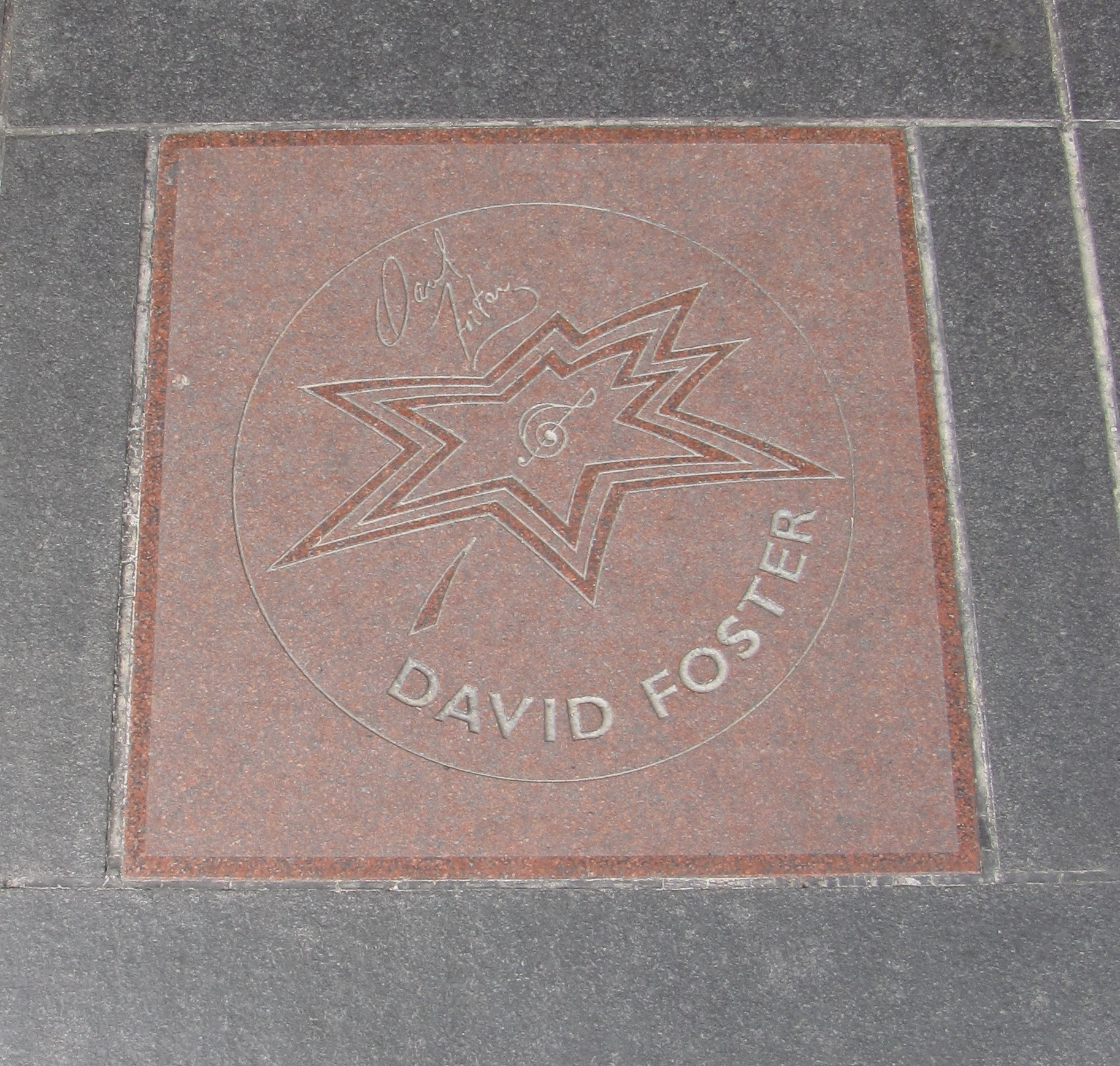
Estrela de David Foster na Calçada da fama do Canadá

## Discografia

### Álbuns produzidos
- 1978 - Single
- 1982 - Chicago 16
- 1984 - Chicago 17
- 1985 - Vox Humana
- 1986 - Chicago 18
- 1987 - Tim Freehan
- 1990 - Unison
- 1992 - The Bodyguard: Original Soundtrack Album
- 1993 - Back to Broadway
- 1995 - Time for Change	Wendy Moten
- 1995 - Forgiven Not Forgotten
- 1996 - Falling Into You
- 1996 - Secrets
- 1996 - Jordan Hill
- 1996 - The Preacher's Wife
- 1997 - Let's Talk About Love
- 1998 - My Love Is Your Love
- 1998 - Never Say Never
- 1998 - The Boy Is Mine
- 2000 - The Heat
- 2001 - Josh Groban
- 2003 - Michael Bublé
- 2003 - Closer[desambiguação necessária]
- 2004 - Miracle
- 2006 - Amore
- 2009 - I Look To You
- 2009 - My Christmas
- 2013 - Passione
- 2013 - A Mary Christmas
- 2015 - Wallflower
- 2015 - Cinema